# USS Mayo (DD-422)
USS Mayo (DD-422) var det andra fartyget i serien om 30 jagare av Benson-klass. Hon döptes efter amiral Henry T. Mayo. Hon kölsträcktes vid Bethlehem Shipbuilding Corporation, Fore River, Massachusetts; sjösatt 26 mars 1940 med Mrs. C. G. Mayo som skyddhelgon, svärdotter till amiral Mayo. Hon togs i tjänst den 18 september 1940 med löjtnant C. D. Emorys befäl.
Mayo deltog i slaget vid Salerno samt stred i Nordsjön och i Stilla havet.